# Månedsbilleder
 Denne artikel bør gennemlæses af en person med fagkendskab for at sikre den faglige korrekthed.
    Artiklen er en oversættelse af den tyske i denne version fra 23. april 2018.
     – Fjern gerne efterladte germanismer, slå-, stave- og andre fejl, så der bruges gængse danske betegnelser.
     – Eksemplerne på ældre tysk og engelsk er særlig udsat for at miste pointen – (Ordbøger: Altdeutsche Wörterbücher)

Månedsbilleder er visuelle repræsentationer af månederne i den vestlige kalender, præsenteret i en lukket cyklus. Månedlige billedcyklusser er et klassisk tema for førmoderne europæisk billedkunst og er særlig fremtrædende som en del af billedprogrammerne i gotiske katedraler, i det senmiddelalderlige bogmaleri og i sekulær vægudsmykning i tidlig moderne tid.
Månedsbillederne er ofte tæt forbundet med fremstillingen af de tolv dyrekredstegn og er nært beslægtede med årstidernes firdelte cyklusser. De tilskrives en afgørende rolle i udformningen af det efterantikke landskabs- og genremaleri i Europa.

## Overblik
Den 'klassiske grundform' for cyklusser med månedsbilleder indeholder de tolv repræsentationer for måneder, der i bred forstand udgør kalenderen for landbruget, og hvor dyrekredstegnene er tilføjet for det tilsvarende tidsrum.
Udførelsen kan være skematisk på en enkelt side eller som en cyklus i fire, seks, tolv eller fireogtyve dele.
Dyrekredstegnene kan som selvstændige enheder være placeret over for månedsfremstillingerne, for eksempel i deres egne medaljoner, men også vilkårligt integreret i selve månedsbillederne, for eksempel som en scenisk bestanddel.
Ved at sætte sådanne sæsonbestemte aktiviteter i forbindelse med processerne på himlen blev de årlige aktiviteter på jorden og de deltagende mennesker knyttet til Guds kosmiske orden.
Dyrekredstegnene kan også være fraværende, men det er dog sjældnere tilfældet end det kan synes, idet mange afbildninger i litteraturen undervurderer dem (ty. 'unterschlagen'), fordi de af kunstneren kunne være fremstillet separat, for eksempel på den modsatte side af arket i et manuskript.
Mens de tidligste cyklusser især anvendte frontale halv- eller helfigurer udstyret med enten symbolske eller særlige attributter,
udviklede der sig i middelalderen langsomt små genrescener, hvoraf de fleste var typiske for den pågældende måned med vigtige aktiviteter inden for landbrug, jagt, skovbrug eller hushold. Senere vistes også mere fornøjelige aktiviteter.
I begge fremstillingsformer refereres der på en række forskellige måder til den sæsonmæssige vækstcyklus med forskellige unikke symboler, attributter eller skildring af de forskellige sæsonarbejder – de såkaldte 'månedsarbejder' eller senere 'månedfornøjelser' (ty. 'Monatsfreuden').
Afgørende for den særlige udformning af en cyklus var for det første sammenhængen (sakral eller verdslig), formålet (pædagogisk eller som udsmykning) og kunstnerens eller opdragsgiverens hensigt.
Men selv om cyklussen af månedsbilleder fra tidlig middelalder til midten af 1400-tallet opviser forskelle i valg af indhold og komposition for hver enkelt måned, så forblev dog det samlede koncept bemærkelsesværdigt ensartet trods genkendelige forskelle.
Modning, høst (slagtning) og den videre behandling af naturprodukter – naturens afkast i løbet af året – bestemte udformningen af de tidlige kalenderordninger og dermed de månedlige billedcyklusser.
Da de enkelte afdelinger (ty. Kompartimente) for månederne ret snart var blevet forbundet med sæsonbestemte emner, blev det vanskeligt for nye elementer at vinde indpas.
På grund af motivets konstante karakter kom de månedlige billeder til at udgøre en selvstændig ikonografisk type.
Men stilistiske og kompositoriske forandringer hen gennem århundrederne peger dog også på en gradvis udvikling, indtil ændringer i indhold og intentioner efter omkring 1420 begyndte at sætte sig stærkere igennem.
Med tidebogen 'Très Riches Heures' (o. 1412-16 ) ændrede cyklussernes karakter sig grundlæggende.
De første månedsbilleder havde vist mere eller mindre statiske personer eller personifikationer med attributter eller symbolske funktioner, ud fra hvilke der havde udviklet sig små handlingsforløb, der for den pågældende periode bragte repræsentative sæsonarbejder ind i billederne.
Hertugen af Berrys timebog optog for første gang hver enkelt månedsbillede i et manuskript med en separat, komplet side.
Selv hvis sådanne individuelle ark fortsat forblev genkendelige som en del af et samlet koncept, kan
– i lighed med kalenderark, som dog stadig indeholder månedsbillederne i deres egen særlige sammenhæng –
hele cyklussen dog ikke genkendes direkte gennem sekvensen på de enkelte sider.
Sådanne stort anlagte billedfremstillinger gav også mere plads til den udformning kunstnerne kunne give billederne, de fik mere plads til at vedføje yderligere motiver, for eksempel i billedernes baggrund.
I de følgende århundreder satte konceptet med bedre udarbejdede, udvidede og varierede scener i manuskripterne sig gradvis mere og mere igennem. Dermed løste de tilføjede motiver – især inden for tavlemaleriet – sig langsomt fra månedscyklusserne og udviklede sig til selvstændige emneområder.

## Historie

### Oldtiden
De tidlige højkulturer illustrerede gerne den årlige tidsrytme med fremstillinger af årstiderne eller med dyrekredstegn.
Fra 1. århundrede e.Kr. kendes repræsentationer af enkelte måneder.
Cæsars kalenderreform fra 46 f.Kr. var den afgørende faktor for dannelsen af en europæisk tradition for månedsbilleder ved den forenkling der skete da det derefter var solen – og ikke længere månen – der kom til at danne grundlag for planlægning og organisation inden for landbruget, hvor planlægning og organisatoriske processer er afhængige af solåret.
De tidligste månedlige billedcyklusser inddeles i to oprindelige traditioner.
Den græske tradition gengiver rækkefølgen af 'hedensk'-liturgiske fester i den årlige cyklus.
Fragmenter af de ældste cyklusser for månedsbilleder kan ses i Athen, for eksempel nogle som attiske friser i metropolitankirken Hagios Eleutherios.
Hver måned var forbundet med guder og kulthandlinger, hvilket kunne tyde på en funktion som illustreret festkalender.
Allerede da indtog Dionysos-festerne en særlig position, da de drejede sig om vegetation og høst.
Tendensen til personificering af abstrakte begreber og idéer gjorde senere reception og tilpasning til kristendommen lettere,
da åndelig og kristen religiøs symbolik senere derved lettere lod sig kombinere.
Den romerske tradition består hovedsagelig af profane motiver af landbrugsarbejde, der er baseret på idylliske, pastorale scener.
Fremstillingerne baserede sig sandsynligvis på en sværmerisk længsel efter idealet om et 'simpelt' og 'naturligt' liv på landet.
De var ofte en del af de borgerlige romerske villaers ('villa rustica') udstyr og tjente derfor primært dekorative formål.
De nødvendige forudsætninger for en generel interesse i månedsbilleder havde den romerske kalender (ty. Steckkalender, såkalender ?) skabt, som allerede havde brugt billeder af planetguder og dyrekredstegn som symbolsk hersker over dage, uger og måneder (kronokrator χρονοκράτωρ, hersker over tiden).
Ugedagenes symboler
| Mandag               | Tirsdag     | Onsdag         | Torsdag        | Fredag       | Lørdag        | Søndag     |
| Moon symbol crescent | Mars symbol | Mercury symbol | Jupiter symbol | Venus symbol | Saturn symbol | Sun symbol |
| Månen                | Mars        | Merkur         | Jupiter        | Venus        | Saturn        | Solen      |

### Senantikken og den tidlige middelalder
Den grundlæggende forudsætning for videreførelsen af traditionen med anvendelsen af månedsbilleder og dens omformning til brug i en kristen sammenhæng i de tidlige middelalderlige manuskripter var den delvise bevarelse i Vesten af uddannelses- og kulturgoder (ty. Kulturgütern) fra antikken.
En nøgleposition indtog en kalender – bevaret i flere kopier siden det 9. århundrede – Kalenderen fra 354 der endnu ikke viser nogen synlig kristen indflydelse.
Den repræsenterer det tidligste arbejde, som ud over en kalender også indeholder en månedscyklus i tolv dele, der ledsages af fire linjers forklarende 'månedsvers'.
Hovedpersonerne i den antikke festcyklus blev ikke erstattet af kristne symboler, men af religiøst 'neutrale' figurer og attributter for det arbejde der var knyttet til årstiderne, sæsonarbejdet. Det var muligt, fordi den oprindelige festkreds (ty. Festkreis) allerede havde tilknytning til begivenheder for de enkelte årstider.
En 'kristeliggørelse' af betydningsindholdet (ty. Sinngehalt) for hele sammenhængen vedrørende cyklussen for månedsbilleder fandt kun sted gradvis i løbet af de følgende århundreder.
Derved tenderede udviklingen til i stigende grad at fremstille små scener, der var præget af landbrugsarbejde i videste forstand.
Udviklingen fra en umiddelbar sakral betydning til – overfladisk betragtet – ret verdslige temaer forhindrede imidlertid ikke at månedsbillederne blev integreret i liturgiske håndskrifter – tilsyneladende som en symbolisering af jordisk tid.
Anvendelsen i en sådan sammenhæng vidner også om den store betydning som årets naturlige rytme og årstiderne har haft for udførelsen af livet i den tidlige middelalders landbrugssamfund.
Til de ældste kendte cyklusser for månedsbilleder i manuskripter fra tidlig middelalder hører miniaturerne i to manuskripter fra Salzburg der stammer fra omkring 818 (CLM 210 og Wien, Østrigske Nationalbibliotek, nr. 387).
I et byzantinsk Ptolemæus-håndskrift fra Vatikanet (Rom, midten af 800-tallet) – den karolingiske kopi af et gammelt manuskript, det såkaldte Leidener Germanicus – vises overgangen fra de repræsentative personificeringer til månedsarbejder.
En vigtig punkt for udviklingen af månedsbillederne er martyrologien for Wandalbert fra Prüm (oprettet efter 850), der ligesom 'Kalenderen fra 345' også indeholder månedsdigte.
Andre vigtige manuskripter med månedscyklusser er sakramentariet
fra Fulda (10./11. årh., SBB-PK, theol. lat. 2° 192),
Cotton-manuskript Julius A VI (Winchester, 11. årh.; London, British Museum)
og festkalenderen fra Saint-Mesmin (o. 1000; London, British Museum);
senere også Landgrafenpsalteret (13. årh.; Württembergische Landesbibliothek ~ LB Stuttgart)
og Elisabethpsalteret (13. årh.; Cividale).

### Højmiddelalderen
Som en vigtig litterær indflydelse på de høj- og senmiddelalderlige månedsbilleder må nævnes Palladius' kompendium fra slutningen af 300-tallet Opus agriculturae/De re rustica om landbrugsforhold, som omtaler arbejdet for hver måned, og som ofte blev anvendt i middelalderen, selv af lærde som Albertus Magnus, Vincent af Beauvais og Peter af Crescentiis.
Det er overleveret i over 60 manuskripter og blev oversat til forskellige folkesprog.
Fra det 12. århundrede indgik månedsfremstillingerne i Norditalien og Frankrig især i de gotiske kirkers store portaler.
Hyppigt forekommer de sammen med dyrekredstegnene på et fremtrædende sted som skulpturer på indramning af døre, dørposter (ty. Gewändeskulpturen) i tympanon af en større portal.
Kunsthistorisk betydelige månedscyklusser findes i centrale vestlige arkitektoniske bygningsmonumenter fra middelalderen som
katedralen i Amiens (vestfacade, venstre sideportal, o. 1230),
katedralen i Autun,
katedralen i Chartres (fx Portail Royale, tympanon ca. 1145-1155),
klosterkirken Saint-Denis (vestlige forhal, o. 1140-1150) og
Notre Dame-katedralen i Paris (vestfacade, Marie-portal, o. 1220-1230),
ved katedralen i Reims, Strasbourg Katedral (vestbygning, indramningen af den højre portal, påbegyndt 1276),
hovedindgangen ved Markuskirken i Venedig og
ved basilikaen Sainte-Marie-Madeleine Vézelay (forhal, midterportal, tympanonrelief, korindvielse 1104 (ty. Chorweihe).
Også inde i kirkerne er der månedsfremstillinger, for eksempel som vægmalerier, som en del af udskæringer på korstolen eller andet i kirken, som for eksempel døbefont fra Eschau (Strasbourg, Musée de l’Œuvre Notre-Dame).
Takket være den cirkulære form, der egner sig til en lukket uendelig cyklus, var de store rosevinduer i gotiske katedraler særlig velegnede til at illustrere årsforløbet ved hjælp af månedsfremstillinger.
Den geometriske struktur tillod en sammenfattende præsentation af de forskellige kosmologiske systemer fra middelalderen, som for eksempel paralleliteten mellem årsforløbet og den liturgiske frelseshistorie, månedshelgener, apostle.
Et eksempel på denne genre er rosevinduet i Notre Dame i Lausanne (1235), der fremstiller en encyklopædisk repræsentation af middelalderkosmologi i kredsen af billeder.

Andre kunsthistorisk betydelige glasvinduer findes for eksempel i katedralen i Chartres.
Månedsbilleder er bevaret i norditalienske gulvmosaikker med koncentrisk kalendervisning fra det 11. og 12. århundrede, som San Michele Maggiore i Pavia, katedralen i Otranto, Basilica di San Savino i Piacenza (farvede mosaikker, krypten, 12. århundrede) og i katedralen i Aosta.
I det 12. og 13. århundrede er der i det nordlige Italien også betydelige relieffer, som for eksempel det oprindelige første søjlegalleri i dåbskapellet (baptisterium) i Parma (efter 1196) af Benedetto Antelami eller reliefcyklussen på Basilica di San Zeno i Verona (portico).
I Tyskland dominerede vægmalerier i denne periode (ingen kalendere).
Et eksempel på en malet monumentalkalender er triumfbuen i Notre-Dame de Pritz, dep. Mayenne (2. halvdel af det 13. århundrede).

### Senmiddelalderen
Også de ure man installerede i kirker og rådhuse blev i senmiddelalderen til tider udstyret med kosmologiske eller astrologiske billedprogrammer. Eksempler på månedsbilleder findes rundt om urskiven i Marienkirche i Rostock (1379 hhv. 1472) eller (senere) i rådhuset i Prag. Disse cyklusser svarer til den traditionelle ikonografi.
Efter de sakrale bygninger vandt månedsbillederne også indpas på de profane bygninger i slutningen af middelalderen.
Og derved fandtes de nu permanent i det offentlige rum.
Et godt eksempel er de 24 billeder som en del af programmet for springvandet Fontana Maggiore i Perugia (1275-1278), som blev skabt af Niccolò og Andrea Pisano († o. 1348).
Borgerhuset (ty. Bürgerhaus) i Zürich Zum langen Keller havde formentlig fra begyndelsen af 1300-tallet en dekoration med månedsbilleder. Ligeledes for klosteret Wienhausen i Landkreis Celle, Niedersachsen.
Freskocyklussen i Castello del Buonconsiglio i Trient er et af de vigtigste vægmalerier i 'den internationale gotik' omkring 1400.
De endnu bevarede billeder viser et tæt forhold til billedprogrammerne for manuskripter og katedraler.
Efter at byernes hallekirker havde erstattet de gotiske katedraler, blev månedsbilleder primært fremstillet til brug i håndskrifter, ofte som en del af illustrationer af kalendertavler i kalenderværker, time- og bønnebøger.
Denne ændring af fremstillingsmediet skabte en grundlæggende ændring i cyklussernes funktion og opbygning.
De blev til berigende, luksuriøse bogudsmykninger, som kunne tjene privat kontemplation over årets gang i billeder.
Desuden var en synligt underholdende virkning ofte tilsigtet.
Disse aspekter er tydeligt genkendelige, for eksempel for miniaturerne i Johan af Berrys timebøger.
Månedsbillederne i Très Riches Heures (1412-1416) hører med den nøjagtige gengivelse af de kongelige slotte 'for deres egen skyld' til de første 'realistiske landskabs- og bygningsfremstillinger i Europa efter antikken.

### 15. til 18. århundrede
Efter at der allerede i begyndelsen af 1400-tallet var blevet fremstillet illustrerede manuskripter af Vergils hyrdedigt Bucolica og læredigt Georgica med miniaturer af et idealiseret liv på landet, kom – ikke ulig den romerske tradition – den sværmeriske idé om 'det simple liv på landet' igen på mode.
Herefter – og på baggrund af udviklingen ved det franske hof – blev fremstillingerne af 'månedsarbejder' i de rigt illustrerede timebøger fra Flandern efterhånden erstattet af scener med 'månedsglæder', 'månedsfornøjelser' (ty. Monatsfreuden).
En enkeltbladskalender i træsnitsteknik af Johannes af Gmunden (1380/84-1442) fra anden halvdel af 1400-tallet (med den vildledende betegnelse 'Xylografisk kalender fra 1439')
indeholder det første kendte tryk af månedsbilleder.
Kort efter skete der en stærk forøgelse i antallet af cyklusser med månedsbilleder i form af billige enkeltblads- eller bondekalendere som massetryk efter standardskabeloner, ofte af lav kvalitet og meget forenklede.
Hen mod slutningen af 1400-tallet blev der produceret kalendermanuskripter og -tryk, der var rigt udstyret med medicinske, astrologiske og kosmologiske billeder.
Vigtige fremstillingssteder var Strasbourg, Leipzig og Nürnberg.
Talrige manuskripter er kendt fra Øvre Tyskland (ty. 'oberdeutschen Raum', sprogområde).
En omfattende kalenderreform bragte igen bøndernes høstår i bedre samklang med himmelåret (stjernecirklen), og signalerede den katolske kirkes fordring på global fortolkning og gyldighed. Thi fra og med 1582 skete den langsomme indarbejdning af den gregorianske kalender i Europa og videre derefter følgerne af de mange opdagelsesrejser.
Kunsthistorisk vigtige cyklusser af månedsbilleder fra denne periode er den tidligere som Sforza-timebogen betegnede sorte timebog af Karl den Dristige, den sidste hertug af Burgund. Den opstod i Flandern i 1470 (Wien, Østrigske Nationalbibliotek (ÖNB) nr. 1856) og indeholdt billeder af Lucas Cranach den ældre efter en kalender af Filocalus (Philocalus) såvel som arbejdskalenderen for året 1483 fra Peter Drach Speyers officin, værksted, som indeholder de månedsarbejder der tilskrives 'husbogsmesteren' (ty. Meister des Hausbuches).
Ligeledes kendes illustrationer af Urs Graf (†1528) til Kunspergers kalender og Hans Sebald Behams (†1550) billeder til Calendarium historicum (1557) af Michael Beuther (†1587).
Ud over traditionen for illustrationer til kalendere, der havde nået et højdepunkt med Simon Bening, kendes fra 1500-tallet også flere grafiske cyklusser fra Tyskland, for eksempel kobberstikcyklussen Das Bauernfest ('Bondefesten'), af Sebald Beham, der viste en 'tolvmånedersdans' (ty. Zwölfmonatstanz).
Pieter Bruegel den ældre overførte månedsbilleder til panel- eller tavlemaleri i cyklussen Die Jahreszeiten ('Årstiderne') der formodentlig var i seks dele.
Han kombinerede fremstillinger af landskaber og årstidernes forandring, hvorved han optog og citerede mange elementer fra månedsfremstillingerne.
På grund af den dårlige overleveringstilstand kan det kun antages, at mange gobeliner fra nyere tid kan have indeholdt cyklusser for månedsbilleder.
Fra 1600-tallet kendes gobelin- og maleriserier fra Nederlandene og Italien som for eksempel en gobelin baseret på modeller af Jan van den Hoecke fra Bruxelles omkring 1650 (nu i Wien).
J.B. Herold fra Nürnberg lavede omkring 1708 tolv kanonrør ('Månedsrør'), hver især med et forskelligt månedsbillede (Militærhistorisk museum, Wien).
Lignende serier blev lavet for Kurfyrsten af Sachsen (nu Königstein).

### Den videre udvikling og brug af månedsbilleder
Fra begyndelsen af 1700-tallet svandt gradvist traditionen med cyklusser af månedsbilleder til fordel for den firdelte cyklus med årstider, der siden antikken har eksisteret parallelt med månedsbillederne, og hvor der ikonografisk har været en gensidig påvirkning.
Siden da er kun et par cyklusser af betydning kendt, for eksempel medaljoncyklussen på rådhuset i Prag af Josef Mánes fra 1864.
Desuden de idyllisierende træsnit af Moritz von Schwind til kalenderen for året 1844 eller fremstillinger af wieneren Anton Krejacar fra 1900-tallet.
De enkelte emneområder havde ofte selvstændiggjort sig i den tidlige moderne periode og lagt grunden for deres egne ikonografiske traditioner, som snart ikke længere var direkte relateret til deres oprindelse.
Bortset fra 'tilstødende' eller beslægtede billedtraditioner, som måske har kunnet virke kompromitterende på fremstillingerne, er nogle motiver og motivtilføjelser til den europæiske kultur også af ligefrem 'arketypisk' kvalitet:
således kan illustrationer af sædemanden, pløjende bønder eller jagt ikke automatisk føres tilbage til månedsbillederne. Som en del af en kollektiv billedhukommelse var de hele tiden virksomme uafhængigt af denne tradition.
Moderne eksempler på genoptagelsen af klassisk ikonografi for månedsbilleder som for eksempel John Colliers
'Dronning Gueneveres majfejring' (engl: Queen Guinevre’s Maying 1898, se 'Fester') er sjældne isolerede tilfælde.
Et særlig bemærkelsesværdigt tilfælde er Vincent van Goghs Sørgende gammel mand (ty. 'An der Schwelle der Ewigkeit', På tærsklen til evigheden) fra 1890.
Her genoptager kunstneren måske det oftest afbildede motiv for månedsbilleder, motivet for varme (ty. das Wärmebild).
Hvis en cyklus samtidig blev anvendt til allegorisk fremstilling af menneskets livsaldre, var 'kuldemotivet' også samtidig billedet for alderdom.
I middelalderen var denne alder tildelt kvaliteterne kold og tør: jordelementet, den 'vrede' planet Saturn, sygdom og det melankolske temperament).
Man antog at gamle mennesker frøs og kunne lide at sidde ved ildstedet.
Van Gogh genoptog den gamle ikonografi i denne betydning og fortolkede den på ny.
En omfattende kunsthistorisk oparbejdning af traditionen for månedsbilleder mangler stadig. Derfor mangler der en bindende (ty. verbindliche) systematisering af den samlede overlevering og et passende overblik over de historiske udviklingslinjer i de forskellige serier af månedsbilleder og deres reception op til nutiden.

## Månedsmotiver
Sammenstillingen af de aktiviteter, der kræves for at fremstille fødevarer af naturens afkast med den tilsvarende måned, har siden middelalderen optaget den største plads i cyklusserne.
Det traditionelle arbejde inden for landbrug og skovbrug er stærkt afhængig af vejret, hvorved de nøjagtige tidspunkter for aktiviteterne kan opvise udsving,
og det vil derfor være rimeligt at antage, at de månedlige cyklusser afspejler langsigtede gennemsnitlige erfaringer.
Desuden er de klimatiske forskelle i de forskellige regioner i Europa ansvarlige for afvigelserne i rækkefølgen af landbrugsaktiviteterne i cyklusserne.
Rækkefølgen i middelalderens 'tyske' serier svarer til de samtidige lokale klimaforhold.
Der er imidlertid ingen bindende fast rækkefølge i cyklusserne.
Udførelsen af en aktivitet for en måned svarede ikke helt til de faktiske forhold, til det levede liv,
idet et formelt princip til ind i senmiddelalderen stort set begrænsede billederne til et enkelt emne eller tema for en måned og desuden til elementære beskæftigelser,
som er 'enkle' aktiviteter, der fører til et 'simpelt' afkast (ty. Ertrag)
På den måde blev et område (ty. Kompartiment), der var optaget eller udtrykt ved et bestemt månedligt arbejde, blokeret for andet indhold.
Det førte også til visse kvasiautomatiseringer (tilsyneladende, uægte) af den månedlige arbejdssekvens, baseret på arbejdsprocessernes naturlige rækkefølge.

### Temagrupper

#### Brød
De månedsbilleder, der beskæftiger sig med kornproduktion, indtager den største plads i middelalderens cyklusser.
Den første pløjning og såning af sommerafgrøden lå normalt i marts. Opdelingen af kornproduktionen i sommer- og vinterafgrøder krævede pløjning af markerne på dette tidspunkt.
August var den normale høstmåned.
Typisk for høstbilledet er mejeren, udstyret med en håndsegl, der omslutter aksene og afskærer dem – en metode hvorved der kun mistes få kerner.
Markarbejdernes undertiden iturevne eller tarvelige klæder viser deres tilknytning til det laveste sociale lag, daglejerne.
De var ofte barfodede eller kun i hoselignende strømpebukser (ty. Beinlingen) for ikke at knuse de værdifulde kerner.
Ved bæltet havde de normalt en hvæssesten i en speciel skede med vand.
Desuden kan scenerne vise sammenrivning af halmbunker og opsætning af neg i traver.
Senere kan fremstillingen indeholde en hvilepause, der kan ende med et muntert måltid efterfulgt af en lur.
I september eller oktober gentages pløjningen, og en del af høsten genanvendes som vintersæd.
Her vises ofte en sædemand, som over armen bærer en pose til sædekornet (ty. Sälaken, sålagen, sædekornspose)
med kernerne, sædekornet, som han spreder i de nyligt pløjede furer.
En frøsæk ses normalt i nærheden.
Ofte dækkes udsæden ved hjælp af en simpel rammeharve efter et trækdyr for at beskytte kernerne mod de fugle, der også kan vises på billedet.
Hertil kommer i efterårsmånederne tærskning af kornet med plejl og vindsigtning for at skille avner fra kernerne, og i vintermånederne kan der vises brødbagning – den formede dej skubbes ind i en åben ovn.
I januar- eller februarbilledet dukker det meste korn op igen i tilberedt form, for eksempel som brød eller boller på et (festligt anrettet) bord.

#### Vin og frugt
Vinproduktionen har i cyklussen to relativt faste placeringer: beskæring og podning af vinstokke i april eller maj og vinhøst i september eller oktober. Desuden nogle gange også motiver med frugttræer og frugthøst.
Månedsbilledet om foråret i vingården eller på vinbjerget bestod oprindelig kun af en enkelt person fordybet i arbejdet med sit værktøj.
Med tiden blev scenerne mere og mere omfattende. Ofte fremstilles arbejdet i vingården og med frugttræerne i et enkelt billede.
Beskæring af planter, forskellige jordarbejder, gødskning, og transport, anbringelse og opbinding af vinstokkene til pæle kunne tilkomme.
Vinhøsten vises enten som plukning, presning eller som en kombination af begge dele.
Plukning af druerne vises tidligt som arbejdsdelt gruppearbejde. Bærrene høstes af plukkere og opsamles i kurve eller rygkurve, ransler, som bæres eller køres på vogne til vinpressen.
Nogle gange ses vinpresningen også udført i store beholdere – næsten altid den traditionelle masning med fødderne, sjældent også mekanisk – og tapning af mosten i tønder forekommer også (ty. das Abfüllen des Mostes in Fässer).
Først senere tematiseres tapning af vinen (ty. Abfüllen des Weins) den såkaldte prøvetapning (ty. Probetrunk) og salget af det endelige produkt.
Vin tjente ikke blot som symbol på herremandens høje levestandard, den var også nødvendig for gejstlige som en del af nadveren.
Vinstokken kan forstås som et kristent symbol, desto mere i en cyklus der fokuserer på brødet, nadverens andet element.
Således kan visning af en sædemand henføres til sædemandslignelsen i evangelierne (Mark 4,3-8 – Matt 13,1-8 – Lukas 8,5-8).

#### Kød
Emnet kødproduktion svinger betydeligt i billedcyklusserne.
For november viser ofte svineavl: svin sendes 'på olden' i egeskovene, og man kan se hyrder slå agern af træerne med lange stænger.
I december følger sædvanligvis slagtning eller salg af kvæg eller svin og tilberedning af blandt andet pølser.
Det kan vises som en bedøvelse af dyret før selve slagtningen med en stump genstand, en hammer eller bagsiden af en økse.
En alternativ scene kan vise slagteren, der knælende stikker dyrets hals.
En hjælper kan i en beholder på et langt skaft indfange det udstrømmende blod til videre behandling.
Halm og kost ses ofte klar til at grisen kan svides og børsterne fjernes.
Et bord og forskellige slagteredskaber kan også være en del af scenen.
Et andet motiv for vintermånederne er jagt. I de fleste tilfælde vises selve nedlæggelsen af vildtet (vildsvin, hjorte) eller tilbagekomsten med byttet, ofte til hest og med en kobbel jagthunde.
Nogle billedcyklusser omfatter også jagt på fugle, fiskeri med garn eller ruser eller opsætning af fælder.
Græsslåning eller høslæt vises i månederne juni og juli og er forberedelse af foder til vinteren og tjente dermed indirekte til kødproduktionen.
Denne jordbearbejdning gælder ikke korndyrkningen, hvilket ville have været for sent til sommeren og for tidligt til vinteren.
Som betegnelsen "brakmåned" antyder, gjaldt pløjning i juni brakmarkerne og de arealer der tjente til græsning for kvæget.
Deres friholdelse for uønsket ukrudt og græs kunne kræve op til tre pløjninger mellem juni og september.
I vintermånederne vises ind imellem også tilberedningen af kød eller pølser – ved den åbne kogeplads – eller deres fortæring ved bordet.

#### Træ
Træfældning og -transport som aktivitet i en af vintermånederne november eller december er kun ret løst forankret i traditionen.
Skovhugst – såvel som jagt – er ikke gøremål der hører til den egentlige landbrugssfære.
Inden for skovbruget beskæftigede man oftest daglejere, da hoveripligtige bønder var vanskelige at holde opsyn med og kunne forårsage betydelige skader i følsomme skove.
Arbejderne vises med lang- eller kortøkser.
Nogle gange er et hestespand klar til at transportere træet bort på en stor ladvogn (ty. Rungenwagen).
Som 'kuldemotivet' for januar og februars vises ofte en ældre person, der varmer sig ved ilden, ofte med tykke klæder.
Denne såkaldte 'Janus varmer sig ved ilden'-type (ty. Janus wärmt sich am Feuer-Typus) viser anvendelsen af produktet 'træ' til opvarmning.
Motivet for vinterfesterne og motivet for kaminilden kan også falde sammen.
I senere billedcyklusser omdannes dette dobbelte motiv til en huslig, ofte også familiær scene.
Januar og februar kan også bruges til et sammenfattende overblik på den årlige cyklus, hvor kunstneren henviser til alle emneområder i årets begyndelsesbillede.
Senere tilføjelser til emneområderne omfatter brændehugning og -savning i januar og tømmertransport med æsel eller båd.

#### Fester
Som særlige måneder bryder maj og april den sædvanlige rækkefølge for årets arbejdsområder med topossen locus amoenus, 'behageligt sted'.
I haven eller på den opdyrkede mark eller natur overskrides eller transcenderes besværlighederne ved tilvejebringelsen af de elementære og nødvendige fødevarer.
Majbilledet står for udsmykning (ty. Schmuck) og er inden for billedcyklussen et sted for hvile og glæde.
Grundformen for dette billede er skildringen af en person, der holder en eller to grønne grene i hænderne.
Disse såkaldte 'april-floridus-figurer' (hvis historie går tilbage til de antikke robigalia-fester,
findes også i 'Tacuina sanitatis' og i ikonografien for de fire årstider.

Blomster og grønne blade har siden antikken været konvention for fornyelse og genfødsel.
En anden type er majridningen (ty. der höfische Maiausritt), en tradition der især blev brugt i senmiddelalderen:
1. maj hilste man i små grupper foråret velkommen med udflugter til hest.
Traditionelt klædte man sig i grønne klæder og var udrustet med grønne grene.
Dette motiv har været særligt varieret og udfoldet: de senere billedcyklusser viser kærlighedspar, båd- og skovture, dans og endda turneringer; ofte ledsagede musikere aktiviteterne i billedet for maj.
Baseret på disse skildringer er årets fornøjelser og smukke øjeblikke siden slutningen af 1400-tallet i stigende grad blevet understreget i cyklusserne.
I 1500-tallet skifter fokus ofte til den borgerlige bysfære, hvor det tidlige havearbejde er en særlig yndet scene.
Til vinteren hører frygten for sult, kulde og sygdom, og det er blevet understreget i fremstillingerne for månederne januar eller februar med en fest med overdådigt dækkede borde.
Ikonografien for januar med den ofte dobbelthovedede Janus er blandt andet baseret på den populære nytårsdagstradition at lade borde – rigt udstyret med mad – stå urørt natten over som udtryk for ønsket om at bordet måtte være lige så righoldigt udstyret resten af året.
Efter samtidige forhold er vinterfestbordet altid rigeligt dækket. Der er næsten altid brød og fjerkræ, ofte også værdifuldt bordservice, saltkar, krukker, kander og metalbestik.
På grund af det værdifulde udstyr og tilstedeværelsen af tjenestefolk kan man se, at måltidet foregår i omgivelser, der enten kan forbindes med patricier- eller adelsfamilier.
Slående er den hyppige tilknytning af hunde og katte til scenen, hvilket lægger op til symbolsk-allegoriske fortolkninger.
Senere tilføjelser omfatter også skildringer af måltidet i Emmaus (Lukas 24,30-31) og huslige scener med den hellige familie.

#### Øvrige forhold
Med tidebøgerne fra 1500-tallet begyndte det oprindelige tema for de månedlige billedcyklusser at blive udvidet.
De viser i små genrescener et idealiseret liv i by og på land.
De findes især i kalenderdelen, som på den tid som regel omfatter to sider for hver måned: det aktuelle månedsbillede og en udvidelse eller supplering på den modsvarende side.
Ofte blev det også udført med grupper af billeder, der kunne arrangeres side om side og oven på hinanden ved passende indramning eller omhyggelig opdeling af siden.
Senere blev de mere uafhængige eller knyttet til de klassiske månedsfremstillinger og udgjorde materiale for det tidlige genremaleri, især i Nederlandene.
Fra omkring 1500 har der til de nye scener hørt kirkegang om vinteren, sneboldkampe, slædeture og kørsel på isoverflader; for borgeren havearbejde ved huset, forskellige spil til børn, unge og voksne (sportsspil) og badning.
Også udvidelser med arbejdsområder som malkning og smørkærning, frugthøst, klipning af får og flytning af kvæg, jagt på fugle, kaniner og fisk samt transport eller salg af varer.
Det er også vigtigt at bemærke hvilke grupper mennesker og aktiviteter der ikke ses på månedsbillederne:
for eksempel er der kun sjældent og i lang tid slet ikke håndværkere at se.
Selv om der er eksempler på billeder med fåreklipning fra den karolingiske periode,
er kvæg- og fåreopdrætteres beskæftigelser først regelmæssigt med fra slutningen af 1400-tallet.
Religiøse fester, der i denne epoke blev fejret i overflod, forekommer – med kun få undtagelser – ikke i den egentlige tradition for månedsbilleder.

### Mennesker
I historien om kunstneriske fremstillinger af bønder i Europa er de helt op til nyere tid afbildet som anonyme, socialt underordnede, der tjente til livets ophold ved arbejde på landet.
De er normalt genkendelige på deres særlige redskaber og arbejdsdyr og deres ofte simple, brune eller grå beklædning.
I kunsten er bønderne traditionelt blevet portrætteret på en måde, der ikke tjente deres egne interesser, men snarere afspejler kundernes ønsker, frygt og holdninger – det vil sige de magtfulde eller velhavende.
Landsbybefolkningen fungerede i den senmiddelalderlige billedcyklus primært som et dekorativt tilbehør, der skulle underholde dem der ikke behøvede at arbejde.
Det er imidlertid overraskende, at bønderne på billederne indtil 1600-tallet synes at arbejde helt selvstændigt uden genkendeligt tilsyn.
Ifølge Første Mosebog 3,19 (1 Mos 3,19) er det hårde arbejde mandens opgave, så kvinders fravær i de tidlige cyklusser for månedsbilleder er ikke ualmindeligt.
Først senere blev de vist især med deres daværende domæner, det vil sige husarbejde, tekstilproduktion, madlavning og børnepasning.
Som en del af de arbejdsbilleder der vedrørte bønder, blev kvinder sporadisk fremstillet indtil det 12. århundrede med spindearbejde, malkning, såning, ved høstarbejde og håndtering af fjerkræ.
Så vidt det kan ses optræder børnearbejde sjældent i de tidlige cyklusser med månedsbilleder, men indførelsen af dette motiv i traditionen fra 1400-tallet kan betragtes som et realistisk element, der godt kunne afspejle den faktiske arbejdsdeling.
Allerede portalskulpturer havde undertiden vist forskelle i de sociologiske strukturer ved at vise en opdeling af opgaver mellem yngre og ældre personer.
Man skal dog altid regne med forveksling eller sammenblanding med traditionen for livsaldre inden for billedkunsten, således at den gamle mand i januar eller ungdommen i maj repræsenterer et allegorisk element og ikke en sociologisk kendsgerning.
For en senere tid gælder at tilstedeværelsen af børn og dyr i en vis udstrækning kan bidrage til at gøre en scene mindre betydningsfuld (ty. 'Verniedlichung').

### Landskab og arkitektur
I 1300-tallet begyndte landskabet at frigøre sig i europæisk kunst, men det er altid kun til stede fragmentarisk.
I 1400-tallet blev det vigtigere, især i panelmaleri.
Med månedsbillederne i Limbourg-brødrenes tidebøger begyndte 'arkitekturbilleder' at blive en genre, hvor det tilstræbes at afbilde for eksempel en bestemt bygning med korrekt perspektiv.
Både i traditionen fra månedscyklusserne og parallelt i malerier fra Sienaskolen og i tidens jagt- og bestiariebøger udviklede der sig en ny sans for nøjagtige naturobservationer og perspektivisk rumoplevelse – fuldt udviklet med Breviarium Grimani fra 1510 .
Selv om genkendelige blomster og frugter eller bypanoramaer med genkendelige bygningsfacader havde en klar tendens til naturalisme, så bibeholdtes den symbolske betydning af de naturlige ting i maleriet i lang tid, som for eksempel i stilleben eller nederlandske genrescener til langt ind i 1700-tallet.
Derfor kan en karakteristik af billeder som 'realistiske' i reglen kun vedrøre fremstilling af personerne og deres nærmeste aktiviteter eller udstyr.
Men italienske videnskabelige værker, der havde karakter af modeller eller forlæg som herbarier eller 'Tacuina'
(sundhedshåndbøger), viste ofte illustrationer med betydelig naturalistisk bestræbelse, baseret på nøje observation af virkeligheden.

## Månedsvers
Månedsbilleder er ofte overleveret i forbindelse med populære månedsvers. Så tidligt som i 'Kalenderen fra 354' var månedsbillederne ledsaget af latinske månedvers
Også i cyklusserne i håndskrifter fra tidlig middelalder er der månedsdigte, som det latinske kalenderdigt De mensium duodecim nominibus signis culturis aeris que qualitatibus af Wandalbert Prüm eller distika (dobbeltvers, se evt. elegisk distikon) i Carmina Salisburgensia.
Ligeledes finder man månedsbilleder i 'Cisiojanus'-huskevers fra 1200-tallet som kalendermæssige 'æselbroer', hjælpevers til datering af de faste hellig- og feriedage i den romersk-katolske kirke.
De såkaldte Grazer Monatsregeln ('Grazer månedsregler') – en tidlig middelhøjtysk oversættelse af versificerede latinske kostregler for de tolv måneder – anses som forløber for de tyske 'regimina sanitatis' (sundhedsregler ) fra den sene middelalder.
Den blev nedskrevet omkring 1200 og derpå næsten glemt, men fortysket igen i 1300-tallet og er nært beslægtet med den middelalderlige tradition In jano claris.
Begyndelsen "Escas per janum calidas est sumere sanum" blev i senmiddelalderen oversat til tysk som "In dem jenner ist gesunt / warmes essen ze aller stund" ('I januar er det sundt med varm mad' ?).
Denne rimede tolvmånedersregel er således en meget enkel sundhedsvejledning eller -forskrift, hvor hver måned er repræsenteret ved en sundhedsregel i form af et todelt heksameterrim.
Disse blev kombineret i de korte månedsvers der vises herunder , hvis indhold – i de tilfælde hvor tekst og billede blev overleveret sammen – normalt falder sammen med det tilsvarende månedsbillede, dvs. rækkefølge og indhold af billeder i cyklussen blev derefter (med)bestemt af tekststroferne.

| Måned     | Tysk                                                             | Dansk                                                                 |
| --------- | ---------------------------------------------------------------- | --------------------------------------------------------------------- |
| Januar    | Der Jenner bin ich genant / Groß trunck sint mir wol bekant      | 'Jenner' kaldes jeg / Stor ?trunck? er jeg vel bekendt med            |
| Februar   | Der Hornung haiß ich / Gestu nackent, es gereut dich             | 'Hornung' hedder jeg / ?Gestu nackent, det ærgrer dig                 |
| Marts     | Ich bins, gehaißen Merz / Den Pflug ich aufsterz                 | Jeg er det, og jeg hedder marts / Med ploven pløjer jeg               |
| April     | Ich, Apprill, zu rechtem Zil / Die Weinreben beschneyden wil     | Jeg, april, til den rette ?Zil / Vinrankerne beskæres                 |
| Maj       | Hie fahr ich her, stolzer May / Mit zartten Blümblein mancherlay | Her går jeg, stolte maj / Med sarte blomster af mange slags           |
| Juni      | Der Brachmond bin ich genant / Der Pflug mus in mein Hand        | Brakmåneden hedder jeg / Ploven må igen frem (i min hånd)             |
| Juli      | Welche Ochs nu zihen wil / Dem wil ich geben Heus vil            | Hvilken okse vil nu trække / Den vil jeg give husly                   |
| August    | Nu wolauff in die Ährn / Die schneiden wollen lern               | Nu ud til kornhøsten / Mejerne vil lære ?                             |
| September | Gut Mosts hab ich vil / Wem ich sein geben wil                   | God most vil jeg have / Hvem jeg vil være wil                         |
| Oktober   | In Aller Heiligen Namen / Sä ich hie neuen Samen                 | I alle de hellige navne / jeg sår den nye sæd                         |
| November  | Mit Holcz sol man sich bewern / Der Wintter begynn her zu nähern | Med træ skal man sikre sig (sich bewerben?) / Vinteren kommer nærmere |
| December  | Mit Wursten und mit Bratten / Wil ich mein Haus beratten         | Med pølser og med stege / Vil jeg forberede mit hus                   |

De latinske forlæg for månedsversene og sundhedsforskrifterne blev ofte føjet til billederne i manuskripterne og de tidlige tryk.
Omvendt blev månedsbillederne også brugt til at illustrere de meget udbredte diætistiske udgivelser, som var struktureret efter tolvmånedsprincippet (Regimina duodecim mensium) og blev således sat i en helt ny sammenhæng som medicinsk forebyggelse.
Fra den engelsktalende verden kender man lignende meget udbredte vers, som også blev videregivet sammen med månedsbillederne, og som meget tydeligt korresponderer med de tilsvarende motiver i de samtidige cyklusser:
| Måned     | Engelsk                                 | Tysk                                       | Dansk                                |
| --------- | --------------------------------------- | ------------------------------------------ | ------------------------------------ |
| Januar    | By thys fyre I warme my handys          | An diesem Feuer wärme ich meine Hände      | Ved denne ild varmer jeg mine hænder |
| Februar   | And with my spade I delfe my landys     | Mit meinem Spaten umgrabe ich mein Land    | Med min spade graver jeg min mark    |
| Marts     | Here I sette my thynge to sprynge       | Nun setze ich meine Saat für den Frühling  | Nu spreder jeg sæd til foråret       |
| April     | And here I here the fowlis synge        | Jetzt höre ich die Vögel singen            | Nu hører jeg fuglene synge           |
| Maj       | I am as lyght as byrde in bowe          | Bin beschwingt wie ein Vogel im Gezweig    | Jeg er så glad som en fugl på gren   |
| Juni      | And I wede my corne well I-now.         | Und jäte gründlich mein Kornfeld           | Og gøder omhyggeligt min kornmark    |
| Juli      | With my sythe my mede I mawe            | Mit meiner Sense mähe ich meine Weide      | Med mit segl mejer jeg min afgrøde   |
| August    | And here I shere my corne full lowe     | Und nun schneide ich mein Korn             | Og nu tærsker jeg mit korn           |
| September | With my flayll I erne my brede          | Mit dem Flegel verdiene ich mein Brot      | Med plejlen tjener jeg mit brød      |
| Oktober   | And here I sawe my whete so rede        | Nun säe ich den Weizen mein so rot         | Nu sår jeg min hvede ?'so red'       |
| November  | At Martynesmasse I kylle my swyne       | Zu St. Martin schlachte ich mein Schwein   | Til Mortensdag slagter jeg min gris  |
| December  | And at Cristesmasse I drynke redde wyne | Und in der Weihnacht trink' ich roten Wein | Og til jul drikker jeg rødvin        |

Også i senere århundreder blev månedsbilleder ofte ledsaget af rimede tekster, især serierne i folke- og bondekalendere og kobberstik.
Disse vers var imidlertid latinske eller nydigtede på folkesprog af forskellig art, som ikke går tilbage til denne gamle tradition.

## Funktion og betydning
Cyklusser for månedsbilleder defineres af to komplementære elementer: den første er repræsentationerne af tegn i dyrekredsen, der danner en klart defineret sekvens af tidsafsnit, og for det andet repræsentationerne for månederne, der med den dertil knyttede aktivitet på jorden afspejler den 'menneskelige faktor'.
Forholdet mellem månedsbilleder og dyrekredstegn legemliggør samtidig kontrasten og det indbyrdes forhold mellem den jordiske (sublunare) og den himmelske (supralunare) sfære.
Den strukturløse tid, som ikke umiddelbart kan afbildes, bringes ind i en orden ved hjælp af denne komplementære kombination af elementære aktiviteter og de tolv måneder.
På den måde muliggør den samtidige fremstilling af det jordiske og himmelske den perfekte illustration af den middelalderlige idé om forbindelsen mellem mikrokosmos og makrokosmos.
Sådanne skemaer kompletterer dermed de middelalderlige kosmologiske fremstillinger af den guddommelige orden af de rumlige relationer – sfæremodellen ('Sphaera' ) – ved konkretisering af den guddommelige orden af de tidsmæssige forhold, som Gud lovede Noa efter syndfloden i Første Mosebog 8,22 (1 Mos 8,22 "Så længe jorden står, skal såtid og høsttid, kulde og varme, sommer og vinter, dag og nat ikke ophøre.")
Valget af konkret arbejde i stedet for abstrakte personifikationer for eksempel ved katedralerne peger ikke kun på den jordiske tids rolle, men også på det jordiske arbejde som vejen til frelse for den enkelte og for kollektivet.
Det sekulære års stigende og faldende rytme bliver synlig ved placeringen af månedsbillederne i de store portalers arkivolter, samtidig med den cykliske gentagelse (ty. Wiederkehr) af tidsperioder og deres forbindelse med kosmiske begivenheder og frelseshistorien (hvis centrale begivenheder normalt blev vist i tympanon).
Det almindelige borgerlige år og kirkeåret – livsvirkeligheden og den bibelske historie – blev således forbundet med hinanden.
De let tilgængelige og forståelige offentlige månedscyklusser tilbød eller muliggjorde dermed en åndelig fortolkning for medlemmerne af alle stænder.
Ændringen af funktion og betydning forårsaget af skift af udtryksmedie fra bygninger til manuskripter førte til, at cyklusserne også kunne tjene som dekorativt tilbehør i andre sammenhænge.
Fremstilling af verdslige arbejdsområder på en fremtrædende plads i kristen kunst, ofte endda som en del af centrale værker i middelalderens Europa, begrundes ud fra to overvejelser:
Det fysiske arbejde blev i stigende grad set som et komplementært supplement til det intellektuelle arbejde, som begge skulle afbøde konsekvenserne af syndefaldet og bidrage til menneskets frelse.
Det intellektuelle arbejde kunne lindre den åndelige nød, det fysiske arbejde den kropslige nød.
Hertil kommer at det var en påmindelse om den menneskelige ulydighed mod Gud i Første Mosebog 3,17ff. (1 Mos 3,17ff:
"Til Adam sagde han: 'Fordi du lyttede til din kvinde og spiste af det træ, jeg forbød dig at spise af, skal agerjorden være forbandet for din skyld; med møje skal du skaffe dig føden alle dine dage.' ...".
Samtidig resulterede den stigende anerkendelse af fysisk arbejde – begunstiget af fremgangen for monasticismen – en ny forståelse af landbrugsarbejdets betydning for samfundet.
Begge førte til accept af det praktiske arbejde, som muliggjorde en repræsentation i billederne.
Underbetoningen (ty. 'Unterschlagung') af alle de almindelige elementer i middelalderens spisekammer som kål, bønner, porrer, ærter eller salat i cyklusserne peger også på, at det i det mindste ikke i de tidlige middelaldercyklusser primært drejede sig om at dække grundlæggende behov, men at betoning af produktion af brød og vin i forbindelse med slagtningen kunne fortolkes som en subtil religiøs allusion til eukaristien.
Det var ikke let for kunstnerne billedmæssigt at anskueliggøre det besværlige og beskidte arbejde i landbruget i en æstetisk tiltalende form.
Derfor blev aktiviteterne enten stærkt stiliseret eller – i senere tider – de muntre øjeblikke (især pauserne) betonet.
For den samlede tradition gælder dog altid, at alle reelle sociale, økonomiske eller logistiske problemer systematisk blev udelukket.
Det er altid godt vejr, arbejderne har altid det rigtige værktøj til rådighed, problemer eller ulykker bliver aldrig vist.
Månedsarbejderne finder sted i en stille, velordnet idyl, hvor det ser ud til at folk igen sammen har fundet det tabte paradis.
Opfattelsen af de middelalderlige månedsbilleder som 'scener fra dagligdagen' eller kunstneriske 'øjebliksbilleder' er naiv, fordi besværet forbundet med de årligt tilbagevendende arbejdsgange af kunstnerne blev bragt på en form, der skulle vise et tilfredsstillende billede af en harmonisk verden og et velordnet samfund.
Den tilsyneladende realisme i billedcyklusserne bedrager.
De genrelignende månedsbilleder er tættere knyttet til traditionen med 'romantiseret' forklarelse af livet på landet ).
Som fiktion er de som en historisk kilde – også på grund af deres ofte kun dekorative indsats – kun med store forbehold egnet til at beskrive den middelalderlige livsverden, for eksempel detaljerne i landbrugets historie (ty. agrarhistorische Realienkunde).
Brugen af de månedlige billedcyklusser for at illustrere et påstået 'hverdagsliv i middelalderen' må i det mindste afvises fra et kildesynspunkt.